# Bicicletar
Bicicletar é o sistema de bicicletas públicas de Fortaleza, no Brasil. O sistema foi lançado em 15 de dezembro de 2014, por meio de parceria da Prefeitura de Fortaleza com a Unimed, operado pela concessionária Serttel. Inicialmente, o sistema possuía 150 bicicletas disponíveis em 15 estações de aluguel distribuídas nos bairros Aldeota, Varjota, Meireles e Praia de Iracema.
Em março de 2015, o sistema contava com 40 estações e 400 bicicletas disponíveis para aluguel em diversos bairros da cidade. A Unimed foi a patrocinadora da primeira fase do projeto. Nos primeiros três meses de funcionamento, o sistema contabilizou 73 mil viagens. Mais utilizado nos dias úteis, o sistema conta com mais de 120 mil usuários cadastrados, sendo 83% desse total usuário do Bilhete Único.

## Funcionamento
As estações funcionam alimentadas por painéis de energia solar e usam travas e pinos de fixação como sistema de segurança. Tais estações são interligadas por sistema de comunicação sem fio, conectadas com a central de controle 24 horas por dia. A central monitora em tempo real toda a operação do sistema, garantindo a melhor distribuição das bicicletas nas estações e realizando atendimento dos usuários via celular e call center.
As bicicletas permanecem disponíveis todos os dias da semana, de 5h às 23h59. A devolução pode ser realizada em qualquer horário do dia. Para usar o sistema compartilhado, é preciso realizar cadastro via internet e adquirir um passe. O usuário pode optar pela anuidade de 60,00 reais, mensalidade de R$ 10,00 ou a diária de R$ 5,00, sem qualquer pagamento adicional, desde que respeitadas as regras do serviço.
Outra característica do sistema é a possibilidade de se fazer a retirada das bicicletas gratuitamente com o Bilhete Único, por meio do qual o usuário isenta-se de qualquer anuidade, mensalidade ou diária. O respeito às regras do serviço é, entretanto, necessário para a manutenção da gratuidade. As carteiras de estudante de Fortaleza, por também possuírem função de Bilhete Único, integram-se igualmente ao sistema Bicicletar.

## Regras
- A bicicleta pode ser usada por uma hora e quantas vezes por dia o usuário desejar. Para isto, basta que, antes de completar os 60 minutos, o usuário entregue a bicicleta em qualquer uma das estações e aguarde intervalo de 15 minutos para que possa retirá-la novamente.
- Aos domingos, feriados municipais, estaduais e federais, as viagens ilimitadas têm seu tempo estendido para 90 minutos, desde que sejam realizadas com intervalo de pelo menos 15 minutos entre elas.

## Estações
| 1.ª Etapa                | 2.ª Etapa                   | 3.ª Etapa                      | 4.ª Etapa                        | 5.ª Etapa                       | 6.ª Etapa                    |
| ------------------------ | --------------------------- | ------------------------------ | -------------------------------- | ------------------------------- | ---------------------------- |
| 1. Praça Luiza Távora    | 16. Floriano Peixoto        | 23. Unimed Santos Dumont       | 41. Érico Mota                   | 61. Anfiteatro Parque do Cocó   | 81. Centro Fashion           |
| 2. José Vilar            | 17. BNB Cultural / Catedral | 31. Terminal do Papicu         | 42. North Shopping               | 62. Portugália                  | 82. Areninha Pirambu         |
| 3. Shopping Del Paseo    | 18. Praça do Ferreira       | 32. Praça da Gentilândia       | 43. Campus do Pici (UFC)         | 63. Júlio Azevedo               | 83. Francisco Cordeiro       |
| 4. BNB Clube             | 19. Praça Coração de Jesus  | 33. Shopping Benfica           | 44. Igreja Redonda               | 64. Otávio Lobo                 | 84. Santa Rosa               |
| 5. Frei Mansueto         | 20. Dragão do Mar           | 34. Reitoria UFC (Benfica)     | 45. Sede Regional 3              | 65. Praça Martins Dourado       | 85. Escola Flávio Marcílio   |
| 6. Livraria Cultura      | 21. Monsenhor Tabosa        | 36. Praça Otávio Bonfim        | 46. Campus Porangabuçu (UFC)     | 66. Francisco Matos             | 86. Theberge                 |
| 7. Praça Portugal        | 22. João Cordeiro           | 37. Parque Araxá               | 47. HEMOCE                       | 67. Cidade 2000                 |                              |
| 8. Joaquim Nabuco        | 24. Rui Barbosa             | 38. Instituto dos Cegos        | 48. Praça Jardim América         | 68. Hospital Geral de Fortaleza |                              |
| 9. Moreira da Rocha      | 25. Torres Câmara           | 39. Praça Monte Castelo        | 49. Costa Mendes                 | 69. Shopping RioMar             | 89. Escola Estado de Alagoas |
| 10. Campo do América     | 26. FIC Aldeota (M. Campos) | 40. Frangolândia Sgt. Hermínio | 50. Igreja de Nazaré             | 70. Shopping Iguatemi           | 90. Rua Irapuã               |
| 11. Círculo Militar      | 27. Praça das Flores        |                                | 51. Casa Freitas Montese         | 71. Coronel Linhares            | 91. CUCA Barra               |
| 12. Ana Bilhar           | 28. Carrefour Antônio Sales |                                | 52. Esplanada Montese            | 72. Salinas                     | 92. Marco Zero               |
| 13. Aterrinho de Iracema | 29. Praça da Imprensa       |                                | 53. Extra Aguanambi              | 73. FIC Guararapes (Via Corpvs) |                              |
| 14. Aterro de Iracema    | 30. Assembleia Legislativa  |                                | 54. Igreja de Fátima             | 74. Unifor                      |                              |
| 15. Náutico              | 35. Praça da Bandeira       |                                | 55. Banco do Brasil (13 de Maio) | 75. Santa Cecília               |                              |
|                          |                             |                                | 56. Centro Humanidades (UECE)    | 76. Fórum                       |                              |
|                          |                             |                                | 57. Rodoviária                   | 77. Faculdade Lourenço Filho    |                              |
|                          |                             |                                | 58. Contax Borges de Melo        | 78. Calçadão Crasa              |                              |
|                          |                             |                                | 59. Jornal O Povo                | 79. Liceu do Ceará              |                              |
|                          |                             |                                | 60. Salesiano Dom Bosco          | 80. Fametro                     |                              |